# Salak
Salak (/səˈlæk/ ; Salacca zalacca) este o specie de palmier (familia Arecaceae) nativ din Java și Sumatra din Indonezia. Este cultivat și în alte regiuni, sub formă de culturi alimentare și potrivit surselor, naturalizat în Bali, Lombok, Timorul de est, Malaezia, Maluku și Sulawesi.

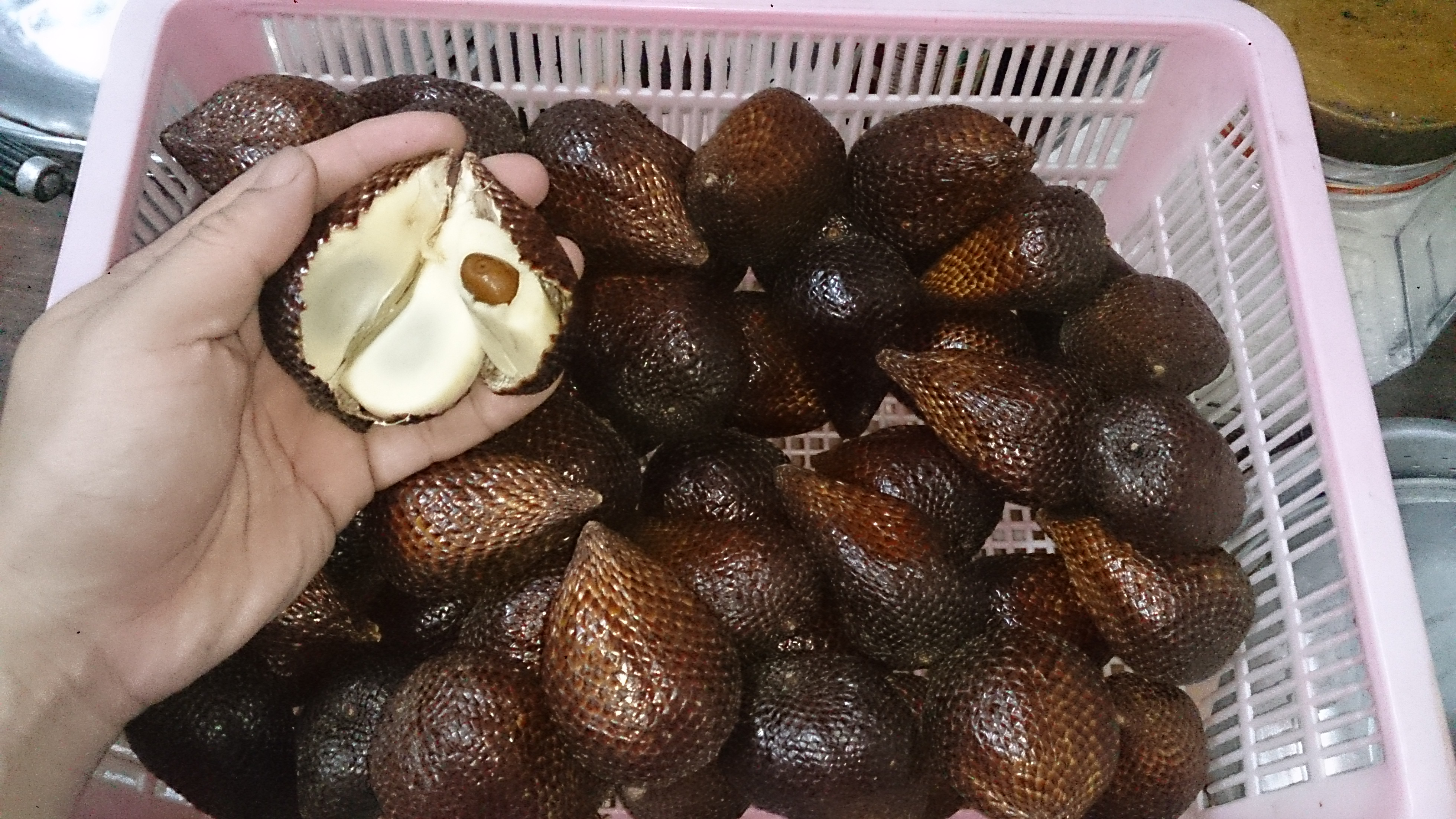
Salak exportat din Indonezia

Este un palmier cu tulpină foarte scurtă, cu frunze de până la 6 metri (20 ft) lungime; fiecare frunză are un pețiol de 2 m lungime, cu spini de până la 15 cm (5,9 inch) lungime și numeroase frunzulițe. Fructele cresc în grupuri la baza palmierului și sunt de asemenea cunoscute sub numele de fructul șarpelui datorită cojii solzoase brun-maronii. Ele au aproximativ dimensiunea și forma unei smochine coapte, cu un vârf evident. Pulpa este comestibilă. Fructul poate fi curățat prin ciupirea vârfului, care ar trebui să provoace desprinderea cojii și detașarea fructului. Fructul în interior este format din trei lobi, dintre care cei doi mari sau chiar toți trei, conțin o sămânță mare necomestibilă. Lobii se aseamănă și au consistența cățeilor de usturoi mari decojiți. Gustul este de obicei dulce și acid și puternic astringent, dar textura similară mărului poate varia de la foarte uscat și sfărâmicios (salak pondoh din Yogyakarta) la umed și crocant (salak Bali). Fructele Fructului Șarpe conțin numeroși nutrienți necesari corpului uman. 100 g de fructe de șarpe conțin 50 kcal, conțin vitamina C, beta-caroten, fibre, minerale, fosfor, fier, calciu, acizi organici, compuși polifenolici și mulți carbohidrați.

## Cultivarea

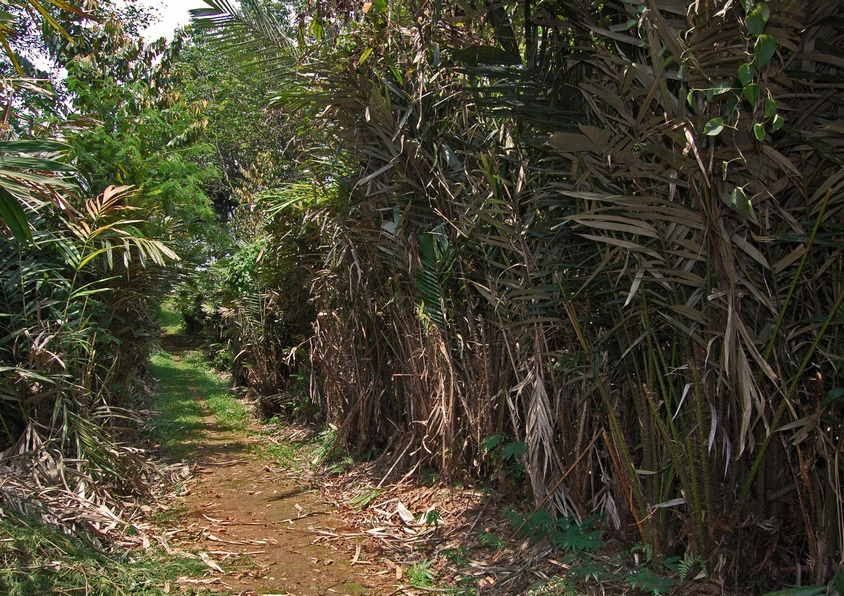
Salak agroforest, Bogor, West Java

Copacul salak a fost cultivat de-a lungul Indoneziei și există cel puțin 30 de soiuri, dintre care cele mai multe au un gust astringent și sunt dulci. Două soiuri populare sunt salak pondoh din provincia Yogyakarta (găsit în 1980) și salak Bali din insula Bali.

### Salak pondoh
Salak pondoh este un fruct important în provincia  Yogyakarta de pe insula Java. În ultimii cinci ani înainte de 1999, producția anuală în Yogyakarta s-a dublat ajungând la 28.666 tone. Popularitatea acestuia (în comparație cu alte soiuri) printre consumatorii locali indonezieni se datorează în principal din cauza intensității aromei și gustului dulce, chiar înainte de a ajunge la maturitate deplină.
Salak pondoh are trei variante superiore și anume pondoh super, pondoh hitam (pondoh negru) și pondoh gading (fildeș / pondoh cu coajă gălbuie).

### Salak Bali
Salak Bali este de obicei vândut peste tot în insula Bali și este un fruct popular atât printre localnici, cât și turiști.
Fructul este de mărimea unei smochine mari și are o consistență crocantă și umedă. Fructul dă o senzație de amidon la gustare și o aromă care amintește de ananas diluat și suc de lămâie.

#### Salak gula pasir
Cel mai scump soi de Bali salak este gula pasir (la propriu "nisip de zahăr" sau "bob de zahăr", referindu-se la granularitatea fină), care este mai mic decât salak-ul obișnuit și este cea mai dulce dintre toate soiurile de salak. Prețul în Bali este de 15.000-30.000 Rp  (1.50-3.00 $) pe kilogram, în funcție de perioada din an.
Salak gula pasir sau Zahăr salak este cunoscut pentru dulceața sa suculentă, uneori fermentat în vin Salak are un conținut de alcool de 13,5 la sută, similar cu vinul tradițional făcut din struguri.